# Aeroporto di Reus
L'Aeroporto di Reus (IATA: REU, ICAO: LERS) è un aeroporto spagnolo gestito da Aena. Si trova a circa 3 km del centro di Reus, a 7 km da Tarragona e 88 km del centro di Barcellona.

## Collegamenti
Si arriva dalla rotonda tra l'autostrada C-14 e la vecchia (N-420), avendo così la possibilità di raggiungere l'aeroporto da altre destinazioni.
Attualmente ci sono 4 linee di autobus che partono dall'aeroporto. La prima va direttamente a Barcellona, un'altra collega le località di La Pineda, Salou e Cambrils, un altro con la città di Tarragona e l'ultimo con la città di Reus. L'orario di partenza degli autobus è di solito sincronizzato con l'arrivo dei voli.

## Statistiche di traffico
- Anno 2009: 1.706.609 (+33,40%)
- Anno 2008: 1.279.024 (- 2,12%)
- Anno 2007: 1.306.785 (- 5.30%)
- Anno 2006: 1.385.157 (+ 0.35%)
- Anno 2005: 1.380.388 (+21.29%)
- Anno 2004: 1.138.082 (+34.41%)
- Anno 2003: 846.732 (+12.37%)
- Anno 2002: 753.504 (+ 1.26%)
- Anno 2001: 744.096 (+ 2.18%)
- Anno 2000: 728.221 (+15.54%)
- Anno 1999: 630.263 (+10.76%)
- Anno 1998: 569.040 (+ 8.20%)
- Anno 1997: 525.903 (+14.54%)
- Anno 1996: 459.124 (- 4.87%)
- Anno 1995: 482.603 (+49.17%)
- Anno 1994: 323.515